# Spanska ögon
Spanska ögon är ett studioalbum av det svenska dansbandet Wizex, släppt 1990.

## Låtlista
| Nr  | Titel                                     | Låtskrivare                                                            | Längd |
| --- | ----------------------------------------- | ---------------------------------------------------------------------- | ----- |
| 1.  | "Swingkick"                               | Henri Saffer, Danne Stråhed                                            | ?     |
| 2.  | "Montmartre"                              | Søren Bundgaard, Fini Jaworski, Danne Stråhed                          | ?     |
| 3.  | "Casanova"                                | Danne Stråhed                                                          | ?     |
| 4.  | "Jag måste ge mig av" ("Gotta Travel on") | Paul Clayton, Peter Himmelstrand                                       | ?     |
| 5.  | "Valona"                                  | Johan Kinde                                                            | ?     |
| 6.  | "Hallå, hallå"                            | John Hatting, John Hatting, Torben Lendager, Keld Heick, Danne Stråhed | ?     |
| 7.  | "När du tar mig i din famn"               | Agnetha Fältskog, Ingela "Pling" Forsman                               | ?     |
| 8.  | "Spanska ögon" ("Moon over Naples")       | Bert Kaempfert, Charles Singleton, Eddie Snyder, Leif Nilsson          | ?     |
| 9.  | "Singoalla"                               | Danne Stråhed                                                          | ?     |
| 10. | "Lady Lucky"                              | Danne Stråhed                                                          | ?     |
| 11. | "Skivor till kaffet"                      | Peps Persson                                                           | ?     |
| 12. | "Papillon"                                | Henri Saffer                                                           | ?     |
| 13. | "Cigarettes"                              | Karl Götz, Monica Himmelstrand                                         | ?     |
| 14. | "Morgonsol"                               | Lars Muhl, Jens Folmer-Jepsen, Danne Stråhed                           | ?     |

### Fotnoter
1. ↑  ”Spanska ögon”. Svensk mediedatabas. 27 februari 1990. http://smdb.kb.se/catalog/id/001483734. Läst 27 september 2010.
2. ↑  ”Spanska ögon”. Svensk mediedatabas. 27 februari 1990. http://smdb.kb.se/catalog/id/001488171. Läst 27 september 2010.